# Francesco Manfredini
Francesco Onofrio Manfredini (Pistoia, 22 juni 1684 – aldaar, 6 oktober 1762) was een Italiaans violist, kerkmusicus en componist van barokmuziek.

## Biografie
Manfredini werd geboren in Pistoia als zoon van een trombonist. Hij studeerde viool bij Giuseppe Torelli in Bologna. Hij nam in 1698 ook les in de compositieleer bij Giacomo Perti, kapelmeester van de San Petronio basiliek.
Manfredini werd omstreeks 1700 violist in het orkest van de kerk van San Spirito in Ferrara. In 1704 keerde hij terug naar Bologna, waar hij weer werkzaam was in het orkest van San Petronio. Hij werd tevens lid van de Accademia Filarmonica en in hetzelfde jaar publiceerde hij zijn eerste composities, een set van twaalf kamersonati die hij Concertini per camera, Op. 1 noemde. In 1709 publiceerde hij de Sinfonie da Chiesa, Op. 2, ogenschijnlijk kamerstukken, maar in feite een aanvulling op de eerdere sonati.
Na 1711 verbleef Manfredini voor langere tijd in Monaco, waarschijnlijk in dienst van Anton I van Monaco. Manfredini had een zakelijke relatie met de prins: Manfredini componeerde muziek onder zijn naam. In ruil hiervoor werd Manfredini goed beloond en bovendien werd Prins Anton peetvader van de oudste zoon van Manfredini. In 1718 zou Manfredini zijn nieuwe werk publiceren onder de naam van prins Anton - die zelf niet of nauwelijks muzikaal getalenteerd was - in Bologna. Het betrof het werk Concerti Grossi voor twee violen en basso continuo, Op. 3. Later werden in de prinselijke bibliotheek van de prins nog 2 werken van Manfredini gevonden.
In 1727 keerde Manfredini terug naar Pistoia, waar hij aan de slag ging als kapelmeester van de kathedraal St.Phillips, een baan die hij zou behouden tot aan zijn dood. Hij schreef er nog meerdere werken.

## Muziek
Manfredini was een tijdgenoot van Johann Sebastian Bach en Antonio Vivaldi. Zijn bewaard gebleven werken tonen met name de invloed van Vivaldi. Hoewel hij het meest oratoria componeerde, zijn alleen zijn wereldlijke werken bekend bij het grote publiek.
Veel van Manfredini's muziek wordt verondersteld te zijn vernietigd na zijn dood. Slechts 43 gepubliceerde werken en een handvol manuscripten zijn bewaard gebleven. De werken laten Manfredini horen als een zeer getalenteerd componist die goed thuis was in de reguliere Italiaanse school van de compositie.
Het Naxos label heeft in 1991 een opname van het Opus 3 laten opnemen door de Slowaakse Capella Istropolitana, onder leiding van Jaroslav Krček. In 2000 gevolgd door een opname van dezelfde werken door Les amis de Philippe, onder leiding van Ludger Rémy op het CPO -label.

## Zonen
Twee van Mandredini's zonen, Vincenzo en Giuseppe, hadden ook kleine muzikale carrières maar zijn van weinig historische betekenis. Vincenzo werd benoemd tot kapelmeester van de Italiaanse opera in Sint-Petersburg. Giuseppe werd castraatzanger.
- Bibsys: 1087569
- Biblioteca Nacional de España: XX1469265
- Bibliothèque nationale de France: cb13897027j (data)
- CiNii: DA12221594
- Gemeinsame Normdatei: 124041175
- International Standard Name Identifier: 0000 0001 2027 6221
- Library of Congress Control Number: n81150057
- Nationale Bibliotheek van Letland: 000259886
- MusicBrainz: 57ec85d8-1b77-4e83-bb94-7bf6fbcf4b0d
- Bibliotheek van het Japanse parlement: 01055954
- Nationale Bibliotheek van Tsjechië: ola2002153263
- Nationale bibliotheek van Australië: 59124932
- Nationale Bibliotheek van Israël: 987007456452305171
- Nationale Bibliotheek van Polen: a0000002869936
- Nationale en Universitaire bibliotheek Zagreb: 000144723
- Nederlandse Thesaurus van Auteursnamen: 071176950
- Istituto Centrale per il Catalogo Unico: MUSV041297
- LIBRIS: 302780
- SNAC: w69g67mp
- Système universitaire de documentation: 159839238
- Virtual International Authority File: 66652401
- WorldCat: E39PBJjMyWdyFDVgkrQPkc3PcP